# Vyhlídková plošina na Velkém Salmu
Platforma widokowa na Salmie Dużym, nebo Ambona do obserwacji ptaków na Salmie Dużym a česky lze přeložit např. jako vyhlídková plošina na Velkém Salmu, je dřevěná ptačí pozorovatelna/rozhledna a nízká zastřešená příhradová stavba nad hladinou rybníka Salm Duży v přírodní rezervaci Łężczok v krajinném parku Park Krajobrazowy Cysterskie Kompozycje Krajobrazowe Rud Wielkich v jižním Polsku. Nachází se také na území vesnice Nędza ve gmině Nędza v okrese Ratiboř ve Slezském vojvodství v Horním Slezsku a v geomorfologickém celku Ratibořská brána. Byla postavena v rámci projektu v roce 2017.

## Galerie

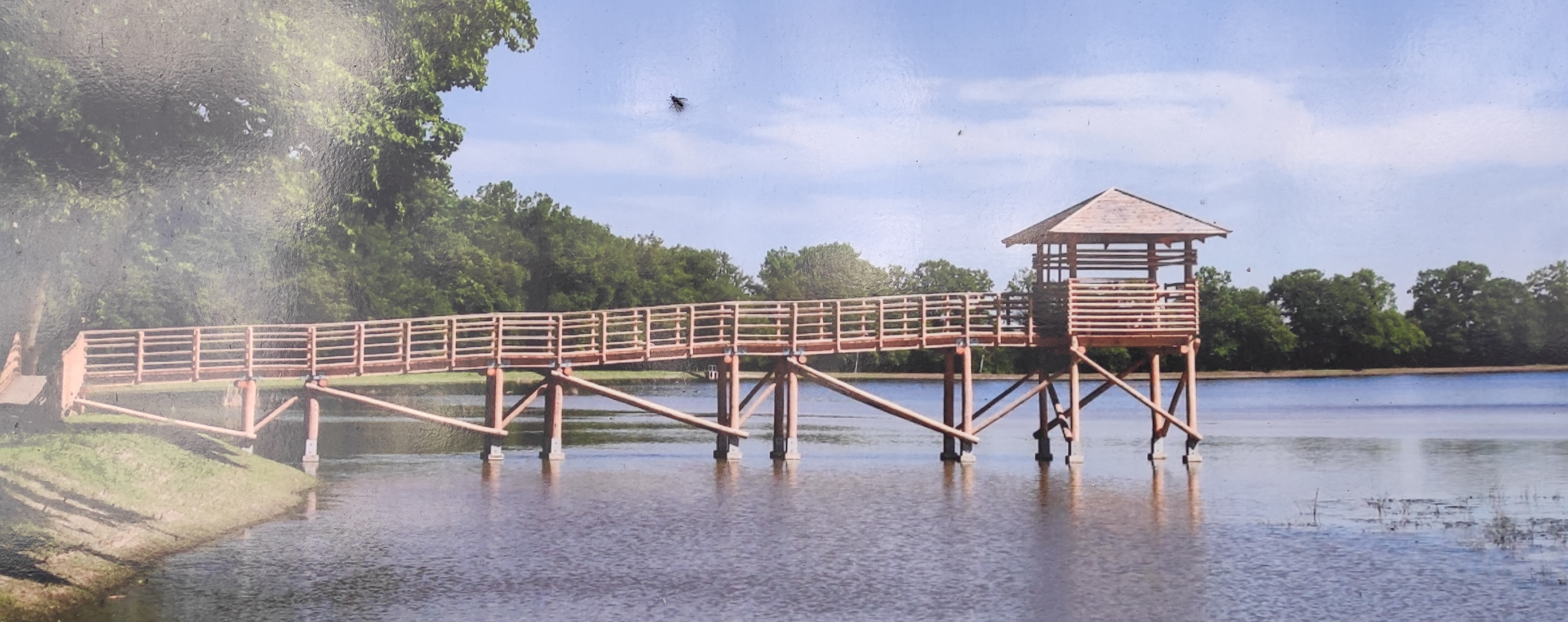
Boční pohled
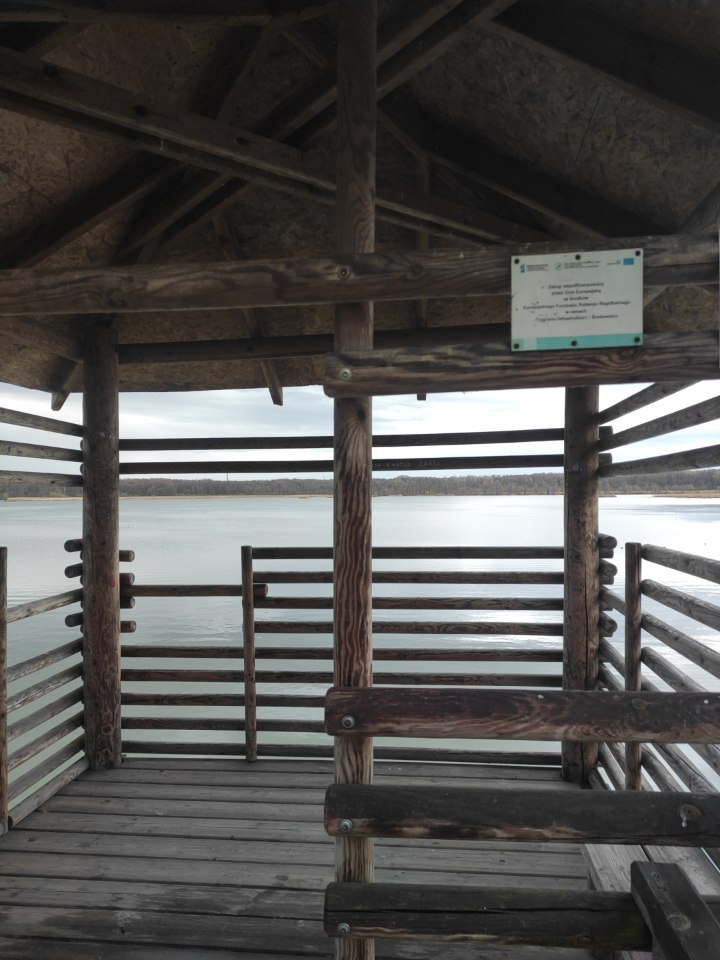
Interiér vyhlídky
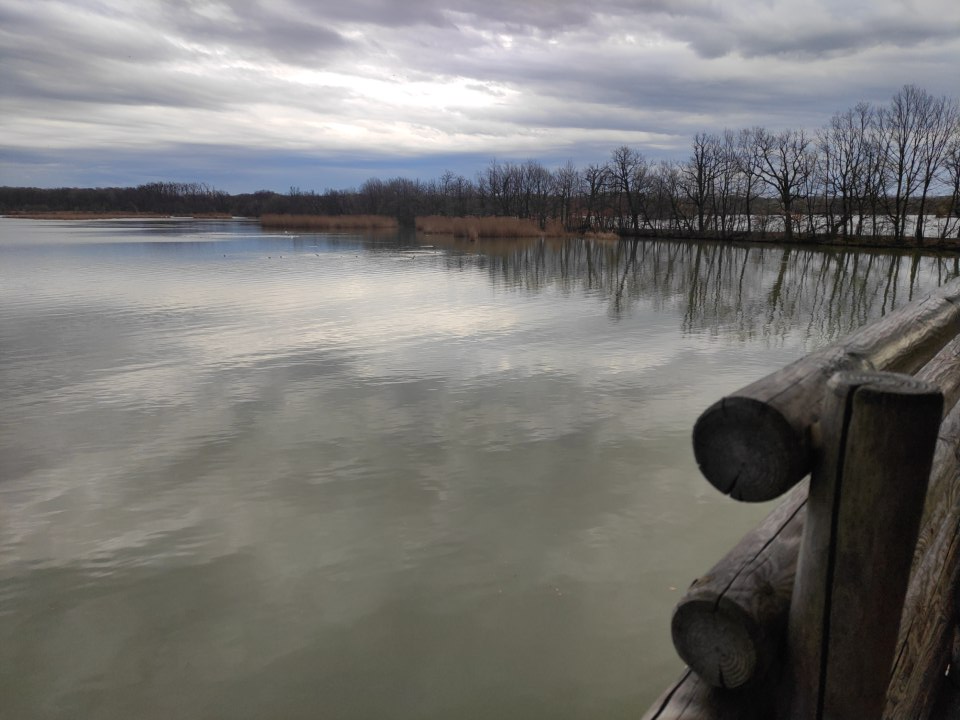
Vyhlídka na rybník

## Další informace
Stavba je celoročně volně přístupná jen pro pěší po stezce mezi rybníky Salm Duży a Babiczok Północny a pak přes lávku.